# Бел ет Улфор
Бел ет Улфор (фр. Belle-et-Houllefort) насеље је и општина у североисточној Француској у региону Север-Па д Кале, у департману Па де Кале која припада префектури Булоњ сир Мер.
По подацима из 2011. године у општини је живело 541 становника, а густина насељености је износила 59,19 становника/km². Општина се простире на површини од 9,14 km². Налази се на средњој надморској висини од 40 метара (максималној 84 m, а минималној 26 m).

## Демографија
| 1962. | 1968. | 1975. | 1982. | 1990. | 1999. | 2011. |
| ----- | ----- | ----- | ----- | ----- | ----- | ----- |
| 256   | 267   | 278   | 340   | 405   | 533   | 541   |

График промене броја становника у току последњих година